# Teleanálisis
Teleanálisis fue un proyecto de noticiero chileno, realizado en la década de 1980, durante la Dictadura del general Augusto Pinochet. 
Ante la censura impuesta a los medios de comunicación por la dictadura, un grupo de periodistas ligados a la revista Análisis decidió captar acontecimientos relevantes mediante un enfoque no-oficialista, y basado en testimonios de protagonistas y testigos. Por ello tuvo un carácter ilegal, lo que se expresaba al inicio de cada noticiero con la frase «Prohibida su difusión pública en Chile».
Algunas producciones externas en las que participó el equipo de Teleanálisis fueron los videoclips «Sexo» y «Maldito sudaca» del grupo de rock Los Prisioneros (dirigidos por Cristián Galaz), y en la franja televisiva del «No» para el plebiscito de 1988.

## Episodios
En total hubo 202 reportajes de Teleanálisis, repartidos en 46 capítulos. Estos vídeos, grabados en cintas VHS, eran distribuidos en la clandestinidad a diversos organismos de oposición a Pinochet, y eran financiados en gran parte por ONGs europeas.

## Equipo
| Fundador y creador Teleanalisis - Dragomir Yankovic Harasic Director de la revista Análisis - Juan Pablo Cárdenas Squella Gerencia - Carlos Santa María (1986-1987) Dirección - Fernando Paulsen Silva (1984-1986) - Augusto Góngora Labbé (1986-1989) Edición periodística - Augusto Góngora Labbé (1984-1986) - Cristián Galaz (1986-1989) Coordinación editorial - Roberto Celedón Edición y sonorización - Dragomir Yankovic Harasic | Reportajes - Patricia Collyer - Felipe Pozo Ruiz - Pamela Jiles - Pamela Pequeño - Claudio Marchant - Marcelo Ferrari - Rodrigo Moreno Cámaras - Dragomir Yankovic Harasic - Yerko Yankovic Alvarez - Luis Alberto Ramos - Sergio «Tito» Alcaino |

## Archivo
El registro audiovisual de Teleanálisis, junto con otros archivos de organismos pro derechos humanos chilenos, fueron declarados en 2003 parte del Programa Memoria del Mundo de la UNESCO.
La Corporación Casa de la Memoria resguarda 47 másteres de grabación en formato U-matic. En 2009 la corporación donó el material al Museo de la Memoria y los Derechos Humanos, inaugurado en 2010.